# Ronshausen
Ronshausen este o comună din landul Hessa, Germania.

## Economie și infrastructură

### Transporturi
Ronshausen are o gară la calea ferată cunscută ca Thüringer Bahn între Eisenach și Bebra.